# Brandon Thomson
Brandon Terry Thomson (Trichardt, 7 marzo 1995) è un rugbista a 15 sudafricano, mediano d'apertura del Rovigo.

## Biografia
Prodotto del vivaio dell'ex Transvaal orientale (oggi Mpumalanga), si formò sportivamente nelle giovanili del Pumas di Nelspruit.
Con il passaggio a professionista, entrò nella selezione del Western Province in Currie Cup e nella sua franchise collegata di Super Rugby, gli Stormers di Città del Capo in cui rimase tre stagioni fino al 2017, anno in cui emigrò nel rugby europeo presso il Glasgow Warriors in Pro12.
L'avventura in Scozia, corredata di una finale di Pro14 nel 2019, durò quattro stagioni fino a febbraio 2021 quando Thomson chiese di essere liberato dal contratto per tornare in Sudafrica al F.S. Cheetahs.
Dopo un ulteriore passaggio ai Pumas, sempre in Currie Cup, a luglio 2024 Thomson è stato ingaggiato dal Rovigo con cui alla prima stagione è giunto alla finale di campionato.

## Palmarès
- Campionati italiani: 1
Rovigo: 2024-25
- Coppe Italia: 1
Rovigo: 2024-25